# Alison Steadman
Alison Steadman (Liverpool, 26 de agosto de 1946) es una actriz británica de teatro, cine y televisión.

## Vida artística
Egresada de la East 15 Acting School. Ha recibido diversos reconocimientos en el ámbito teatral, entre ellos el Premio Laurence Olivier en la categoría mejor actriz por su rol de Mari en la obra The Rise And Fall Of Little Voice estrenada en el Royal National Theatre de Londres en el año 1992; así como otra nominación al mismo galardón y a la misma categoría por The Memory of Water en 2000.
En televisión, fue nominada a un Premio BAFTA TV a la mejor actriz en 1986 por la película The Singing Detective y en 2001 por el drama Fat Friends.

## Filmografía selecta
- 1975: The Wackers (serie para televisión).
- 1983: Tartuffe, or The Impostor (película para televisión).
- 1984: Champions.
- 1984: A Private Function.
- 1985: Coming Through (película para televisión).
- 1986: Clockwise.
- 1986: The Singing Detective (miniserie para televisión).
- 1988: The Adventures of Baron Munchausen.
- 1989: Shirley Valentine.
- 1989: Wilt.
- 1990: The Finding.
- 1990: Life Is Sweet.
- 1991: Gone to the Dogs (miniserie para televisión).
- 1992: Blame It on the Bellboy.
- 1995: Orgullo y prejuicio (miniserie para televisión).
- 1996: Secrets & Lies.
- 1996: No Bananas (miniserie para televisión).
- 1998–2000: Stressed Eric (serie para televisión).
- 1999: Topsy-Turvy.
- 2001: Chunky Monkey.
- 2001: Happy Now.
- 2004: The Life and Death of Peter Sellers
- 2004–2006: The Worst Week of My Life (serie para televisión).
- 2000–2005: Fat Friends (serie para televisión).
- 2006: Confetti.
- 2006: Dead Rich.
- 2007: The Dinner Party (película para televisión).
- 2007–2010: Gavin & Stacey (serie para televisión).
- 2011: The Day My Nan Died.
- 2011: French Exchange.
- 2012: A Civil Arrangement (película para televisión).
- 2016ː Dad's Army
- 2021: The King's Man.

## Teatro
- 1969: The Prime of Miss Jean Brodie, Theatre Royal, Lincoln
- 1969: The Tragedy of Hamlet, Prince of Denmark, Theatre Royal, Lincoln.
- 1973: Wholesome Glory, Theatre Upstairs, Londres.
- 1973: The Pope’s Wedding, Bush Theatre, Londres.
- 1974: The Anchor, Theatre Upstairs, Londres.
- 1974: The King, Shaw Theatre, Londres.
- 1977: Abigail’s Party, Hampstead Theatre Club, Londres.
- 1979: Joking Apart, Globe Theatre, Londres.
- 1979: Onkel Wanja, Hampstead Theatre Club, Londres.
- 1992: The Rise and Fall of Little Voice, Cottesloe Theatre, Londres.

## Premios y nominaciones
| Año  | Premio                           | Categoría    | Trabajo                           | Resultado | ref.  |
| ---- | -------------------------------- | ------------ | --------------------------------- | --------- | ----- |
| 1987 | BAFTA                            | Mejor actriz | The Singing Detective             | Nominada  | [ 4 ] |
| 1991 | Festival de Cine de Taormina     | Mejor actriz | Life Is Sweet                     | Ganadora  | [ 5 ] |
| 1992 | National Society of Film Critics | Mejor actriz | Life Is Sweet                     | Ganadora  | [ 6 ] |
| 1993 | Premio Laurence Olivier          | Mejor actriz | The Rise and Fall of Little Voice | Ganadora  | [ 1 ] |
| 2000 | Premio Laurence Olivier          | Mejor actriz | The Memory of Water               | Nominada  | [ 2 ] |
| 2001 | BAFTA                            | Mejor actriz | Fat Friends                       | Nominada  | [ 4 ] |